# Souviens-toi de l'oncle August, l'inventeur malchanceux
Souviens-toi de l'oncle August, l'inventeur malchanceux, Ein Opfer der Gesellschaft (titre original : Remember Uncle August, the Unhappy Inventor) est une œuvre réalisée en 1919 par le peintre et caricaturiste expressionniste allemand George Grosz.

## Exposition à la Première foire internationale Dada
L'œuvre est présentée pour la première fois au public en juillet 1920 à la Première foire internationale Dada à Berlin sous le titre Ein Opfer der Gesselschaft. Dans le catalogue (n° 40), John Heartfield écrit à propos de l'œuvre « Toute possibilité d’évolution est étouffée dans l’œuf. Ne survit que cette habitude de boutonner la veste avec soin jusqu’au cou, suivant la devise : “Modeste mais honnête” ». Souviens-toi de l'oncle August est accrochée au-dessus d'une toile d'Otto Dix représentant une procession de mutilés de guerre, Bon à 45% pour le service (45% erwerbsfähig),.

## L'œuvre et le contexte politique

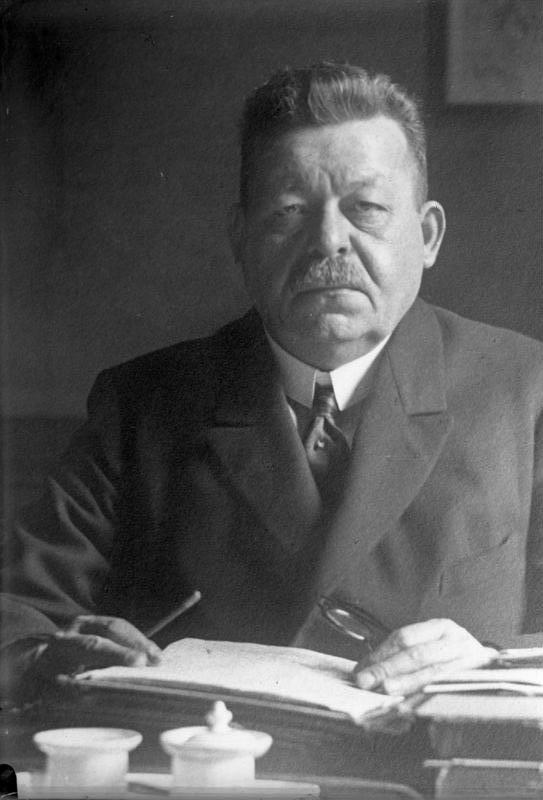
Friedrich Ebert (1925).

L'historienne d'art allemande Jeanne S. M. Willette présente le tableau comme étant un portrait de Friedrich Ebert, le premier chancelier de la République de Weimar.  
La reconstruction/déconstruction du visage fait référence à l'impossibilité de réunir des factions rivales avant la Première Guerre mondiale. En tant que chef des sociaux-démocrates sous le Kaiser, Ebert a tenté de soutenir le gouvernement, mais son parti n'avait pas assez de pouvoir pour forcer l'Allemagne à négocier une paix et éviter une terrible défaite. Pendant la guerre, les partis rivaux, y compris celui d'Ebert, le centre catholique Zentrum et le parti démocratique (ou progressiste) se sont unis pour former la coalition noire-rouge-or en référence aux couleurs du drapeau du soulèvement révolutionnaire libéral de 1848. 
Après la guerre, Ebert établit un gouvernement de coalition dont il est le président, mais les fondements de cette unité fragile sont instables. Les communistes avaient décollé des années plus tôt, et la Prusse refusait de rejoindre la nouvelle Allemagne, tandis que les Freikorps s'organisaient pour vaincre les communistes. La République de Weimar a alors été mise en place comme un photomontage précaire, sans un centre fort pour tenir ensemble les factions. La coalition de Weimar a été défaite en 1920, un an après que Grosz ait achevé le « portrait » qui prédit la désunion interne d'un gouvernement « collé » et démembré.
Le prénom n'est pas choisi au hasard, en argot berlinois, August signifie "idiot" ou "pitre".